# Никола Стойков
Никола Стойков, известен като Кусото, е български революционер, деец на Вътрешната македоно-одринска революционна организация.

## Биография
Никола Стойков е роден през 1878 година в град Крушево, тогава в Османската империя. По професия е хлебар, а от 1900 година е ръководител на ВМОРО за Горни Демир Хисар, Битолско с Даме Груев, Георги Пешков, Георги Попхристов, Анастас Лозанчев, Милан Матов и Павел Христов.
Същата 1900 година е арестуван след разкритията от Йосифовата афера и осъден на 101 години затвор. Получава амнистия през февруари 1903 година и през 1907 година е избран за член и председател на Битолския околийски комитет. В края на същата година е повторно арестуван и освободен след Младотурската революция от юли 1908 година. През 1910 година набеждава Георги Попхристов пред битолската полиция, и Попхристов е заточен в Мала Азия. Умира в София от естествена смърт в 1932 година.
Милан Матов го нарича:
| „ | добър патриот и много полезен работник. | “ |